# Eve Malmquist
Eve Jarl Theodor Malmquist, född 15 november 1915 i Malmö, död 16 mars 2011 i Ängelsbäck i Båstads kommun, var 1969–1981 professor i pedagogik vid Linköpings universitet och spelade tennis på elitnivå och var ordförande i Svenska Tennisförbundet.
Eve Malmquist var medförfattare till flera läroböcker, däribland Vad var det jag läste? och Jag kan läsa (båda i många delar och upplagor). Han studerade vid Lunds universitet, doktorerade och skrev flera studier om läs- och skrivsvårigheter och verkade som gästföreläsare på fem kontinenter, bland annat som ledamot av några av Unescos kommittéer.
Han var aktiv inom IRA, the International Reading Association, och grundade 1964 dess svenska avdelning SCIRA, Swedish Council of the International Reading Association, med syftet att främja läsning, läsundervisning och läsforskning på alla nivåer. Förutom att SCIRA årligen utdelar ett hedersdiplom "för förtjänstfullt arbete inom läsningens område", instiftade Eve Malmquist även ett "Eve Malmquists pris för läsforskning". Malmquist avled 2011; dödsannonsen publicerades i Svenska Dagbladet den 26 mars 2011.
Eve Malmquist är begravd på Grevie kyrkogård.

## Eve Malmquist-fonden
År 1990 instiftades en fond i Malmquists namn; första priset aviserades 1991 och kom sedan att delas ut i början av 1992, p.g.a. en del byråkratiska turer.
| Pristagare                    | Institution                                        | År     |
| ----------------------------- | -------------------------------------------------- | ------ |
| Barbro Eneskär                | Lunds universitet/Malmö Högskola                   | 1991*  |
| Judith Johansson              | Lunds universitet                                  | 1992** |
| Ulla-Britt Persson            | Linköpings universitet                             | 1995   |
| Britta Ericson                | Uppsala universitet/Linköpings universitet         | 1996   |
| Karin Taube                   | Umeå universitet/Högskolan i Kalmar                | 1998   |
| Anita Hjälme                  | Uppsala universitet/Högskolan i Gävle              | 2000   |
| Kerstin Nauclér               | Lunds universitet                                  | 2002   |
| Eva Magnusson                 | Lunds universitet                                  | 2002   |
| Ulf Fredriksson               | Stockholms universitet                             | 2004   |
| Richard Desjardins            | Stockholms universitet                             | 2005   |
| Per Fröjd                     | Göteborgs universitet                              | 2006   |
| Lena Swalander                | Lunds universitet/Högskolan i Kalmar               | 2007   |
| Cecilia Nielsen               | Göteborgs universitet/Högskolan Väst               | 2008   |
| Annette Ewald                 | Malmö Högskola                                     | 2008   |
| Anna-Lena Eriksson Gustavsson | Linköpings universitet                             | 2009   |
| Lena Ivarsson                 | Umeå universitet/Mittuniversitetet Härnösand       | 2010   |
| Elisabeth Björklund           | Göteborgs universitet/Högskolan i Gävle            | 2011   |
| Elisabeth Frank               | Göteborgs universitet/Högskolan i Kalmar           | 2011   |
| Ulla Damber                   | Linköpings universitet/Mittuniversitetet Härnösand | 2013   |
| Monica Reichenberg            | Göteborgs universitet                              | 2013   |
| Tarja Alatalo                 | Göteborgs universitet/Högskolan Dalarna            | 2014   |
| Catharina Tjernberg           | Stockholms universitet                             | 2014   |
| Catarina Schmidt              | Örebro universitet/Göteborgs universitet           | 2015   |
| Linda Fälth                   | Linnéuniversitetet Växjö                           | 2015   |
| Maria Rasmusson               | Mittuniversitetet, Härnösand                       | 2017   |
| Åsa Elwér                     | Linköpings universitet                             | 2017   |

*Delades ut 1992
**Delades ut 1993